# 中國信託商業銀行
中國信託商業銀行，是臺灣的商業銀行其中之一。

## 歷史

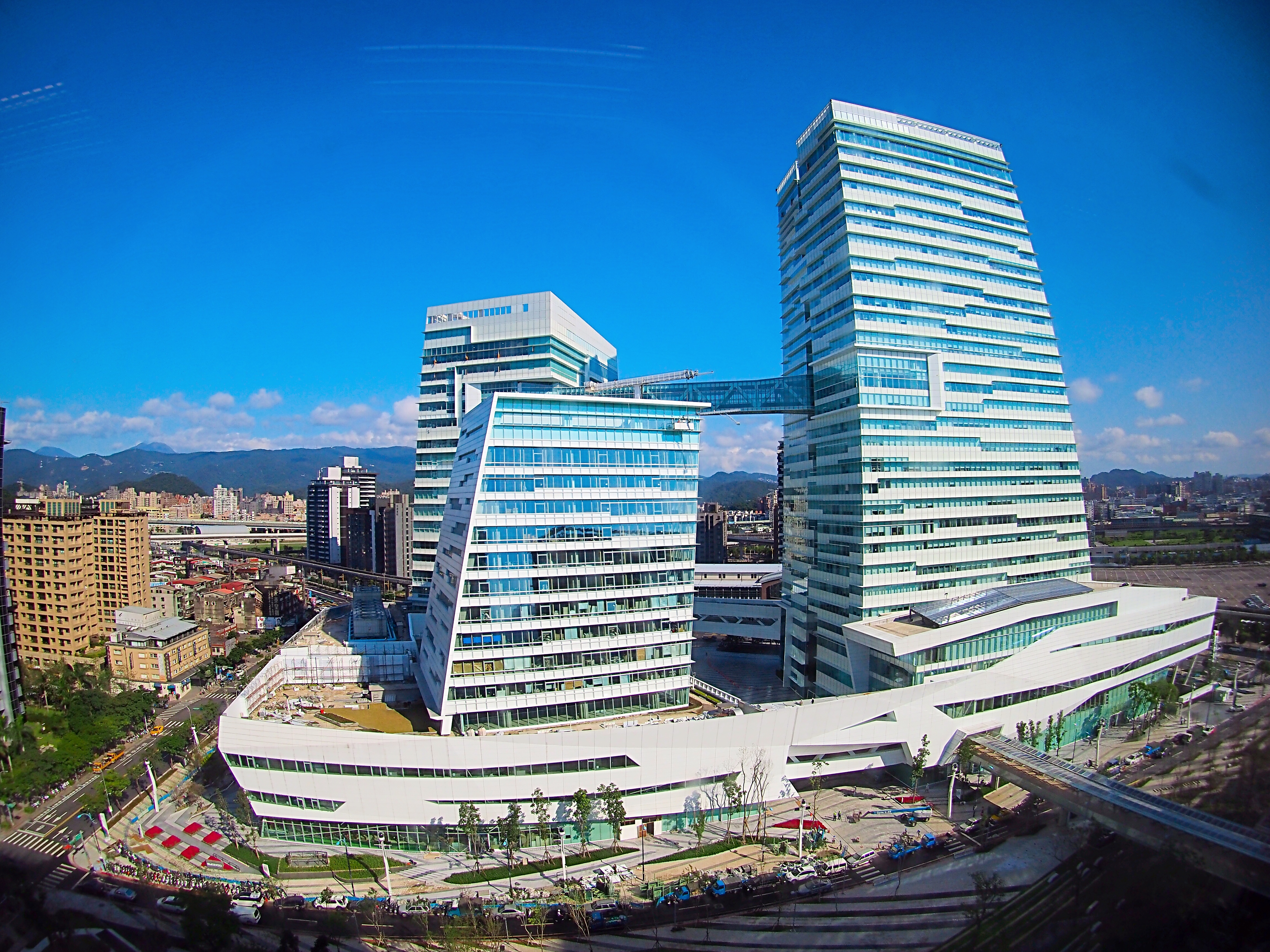
中國信託金融園區

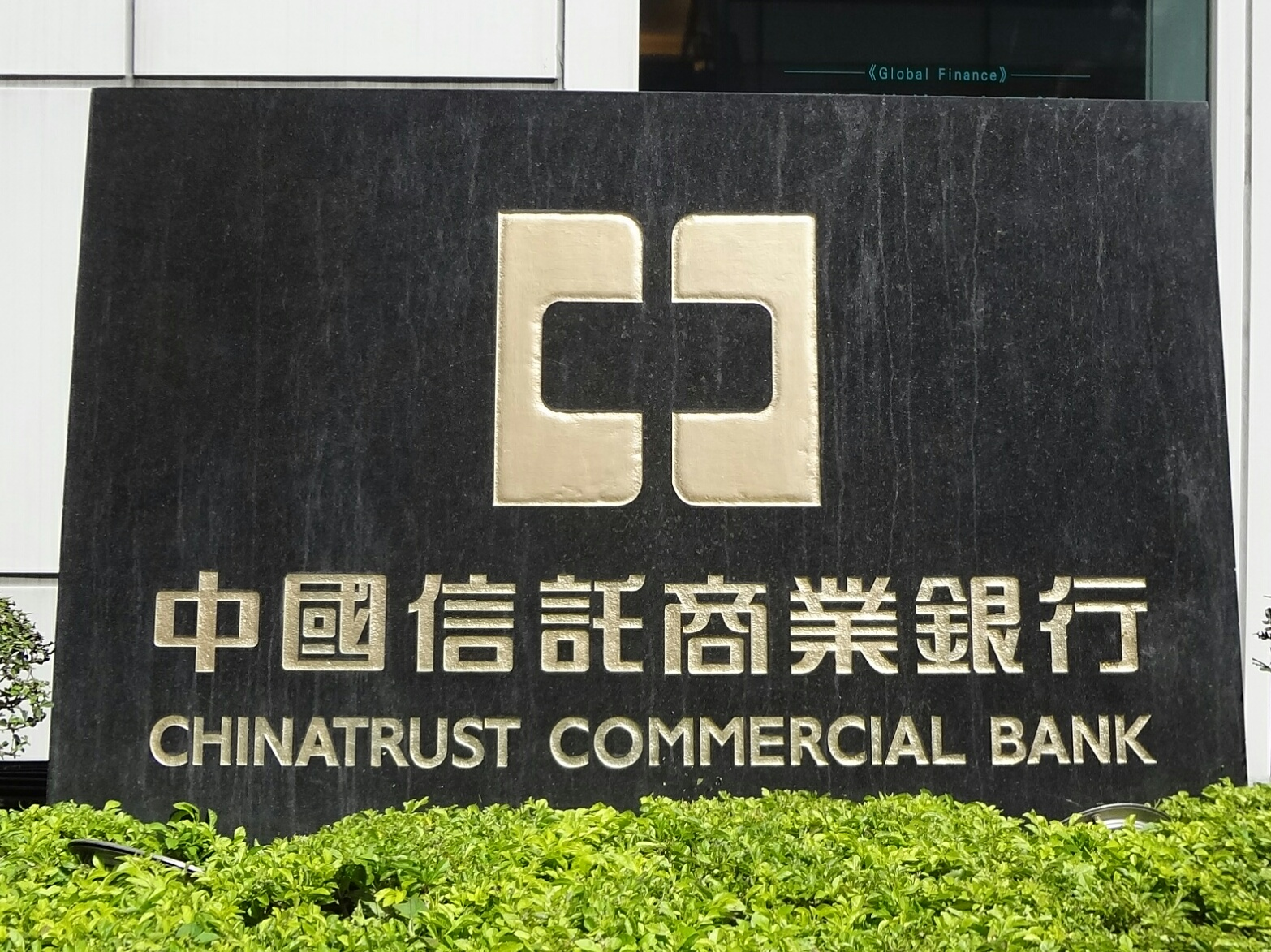
中國信託商業銀行第一代標誌

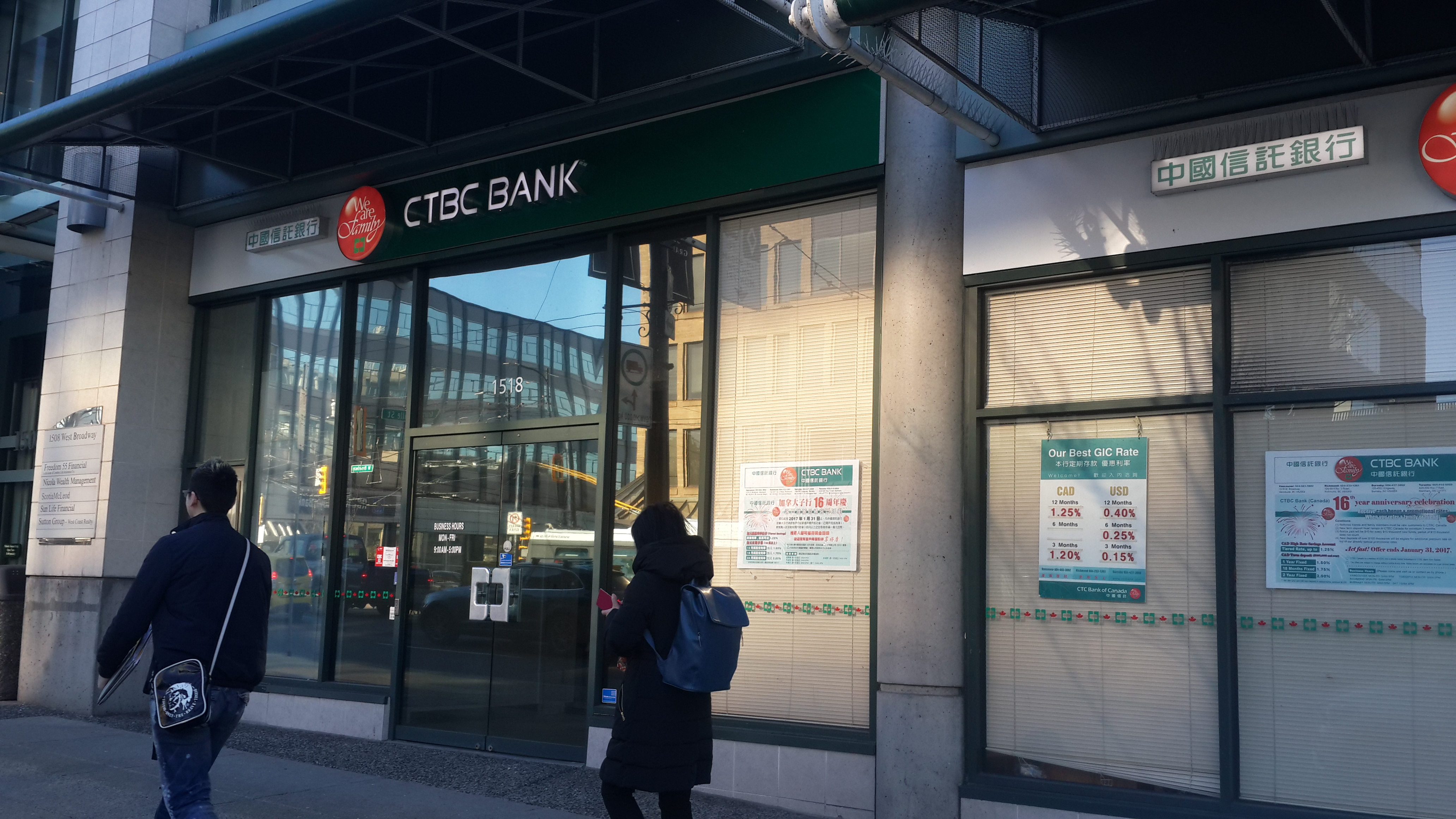
加拿大溫哥華西百老汇大街分行

中信銀行的前身為由辜振甫發起，成立於1966年的「中華證券投資公司」，最初資本額為新臺幣6,000圓。
1971年7月9日，中華證券投資公司改組為信託投資公司，因此更名為「中國信託投資公司」，資本額為新臺幣2億圓。公司總部於1984年7月遷入臺灣臺北市松山區敦化北路122號的「中國信託大樓」，1995年底中國信託大樓賣給中國人壽後，改為「中國人壽敦北大樓」。
1990年，在英國倫敦設立辦事處，開始經營海外業務。
1991年，股票在臺灣證券交易所上市，股票代號2815，為臺灣第一家上市的信託投資公司（另二家信託投資公司中聯信託、亞洲信託均未上市），當時資本額已達到新臺幣105億圓；隔年，中國信託投資公司於1992年7月2日改制為商業銀行，也因此再度改名為「中國信託商業銀行」。
2002年，財政部開放設立金融控股公司，中信銀於本年5月17日以股份轉換方式成立中國信託金融控股公司，同時成為中信金控百分之百持股的子公司。從此，中信集團的金融業務改由中信金控主導。
2003年，中信銀以新臺幣195.7億圓併購萬通商業銀行，成為臺灣規模最大的民營銀行。2004年，再以新臺幣11億圓併購被中央存款保險公司接管的高雄縣鳳山信用合作社。
2007年，中信銀以新臺幣44.9億圓併購同樣遭中央存款保險公司接管的花蓮區中小企業銀行，使得分行數擴增至142家，成為全國分行數第六的銀行，也與國泰世華銀行並列為分行數最多的民營銀行；同年也接手法國巴黎銀行旗下公司佳信銀行（Cetelem）在臺債權。2008年再收併同為中信金控旗下的中國信託票券。
2013年6月，隨著中信金控更改英文商號，中信銀將英文行名從「Chinatrust Commercial Bank」改名為「CTBC Bank」。2014年，總部隨中信金控總部搬遷至臺北市南港區中國信託金融園區。
2016年，因不當出售目標可贖回遠期契約（Target Redemption Forward；TRF）金融商品，中信銀被金融監督管理委員會以違規嚴重多項缺失經再次查核後仍有缺失未改善，裁罰新臺幣600萬圓。同年，又因百尺竿頭數位娛樂公開收購樂陞科技股票違約案，中信銀被金管會以未落實客戶身分審查（KYC）職責裁罰新臺幣300萬圓、且停止辦理公開收購相關的信託業務三個月。
2020年3月，金管會核准第二家純網銀LINE Bank（連線商業銀行），中信銀為原始股東。
2020年4月17日，中信銀上海虹橋分行開幕。
2022年3月，將原為參股投資的泰國LHFG集團納為子公司。
2023年5月30日，金管會因中信銀行辦理客戶調高網路銀行轉帳及ATM提領日限額作業所涉缺失，顯示該行對於確認客戶調高交易限額合理性及真實性之控管、員工行為管理等機制，有未完善建立內部控制制度之情事，已違反法規，依法核處新臺幣2,000萬圓罰鍰。
8月21日，中信銀行1名男性行員疑與詐團掛勾，藉由「提高轉帳額度」方便詐騙集團洗錢，被警方帶走調查。
12月，朱姓女子任職中國信託商業銀行時涉幫詐騙集團洗錢，桃檢起訴22人。桃園地方法院今天判處朱女有期徒6年6月，全案可上訴；桃園地院也認定中信銀涉有刑事責任，依法告發。
2023年8月10日，金管會因中國信託大股東辜仲諒違反公司治理機制，金控集團遭罰4000萬、高層停職。

## 銀行資訊
- 臺灣最多ATM的銀行
  - 自動櫃員機：7,000台（2022年9月）

- 臺灣第一大信用卡（流通卡）

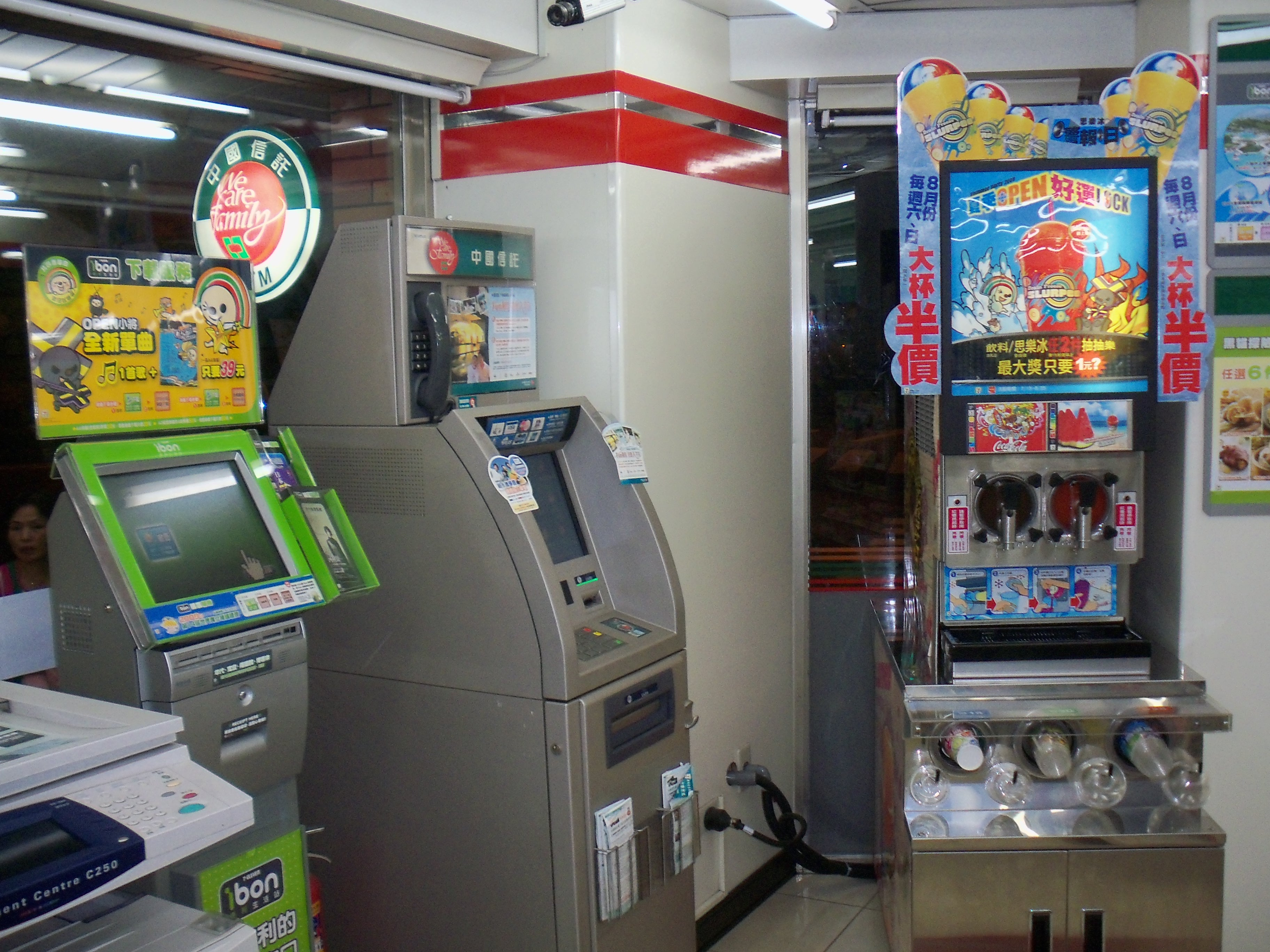
7-11中信ATM

  - 流通卡數為8,325,624張（2022年9月）
  - 有效卡數為5,183,773張（2022年9月）

- 臺灣國內分行據點：151 家
- 海外據點：美國、加拿大、澳洲、印尼、印度、菲律賓、泰國、越南、馬來西亞、新加坡、緬甸、日本、中國大陸及香港，合計197處海外分支機構。

## 新業務嘗試

### 信用卡
1974年，中國信託加入國際銀行信用卡協會，開始推展萬事達卡業務。

### 自動化銀行
1994年，中國信託為臺灣繼花旗銀行後第二間開辦無人銀行服務的銀行；此後陸續又於1999年開辦夜間營業服務，2001年開辦假日營業服務。
2004年，中國信託曾採用「氣送式無櫃檯銀行」，讓櫃檯的行員可透過「氣送筒」傳輸資料，將對客戶無價值的作業程序交給後台以節省客戶等候作業的時間，節省的時間可讓前台服務人員與客戶互動。目前此種分行已開設有六家，此後亦在規劃完全無人的「影像銀行」。
2016年，推出「指靜脈atm」（Finger Vein ATM）提款功能，顧客可於ATM一指即完成提款。

### 公益彩券
2005年，中國信託取得第3屆中華民國公益彩券發行權，負責辦理2007年至2013年的公益彩券業務，相關業務委由同為中信金旗下的臺灣彩券辦理。2012年，又繼續取得第4屆公益彩券發行權，繼續經營公益彩券業務到2023年12月31日。2022年，連續第三次得標，再次取得第5屆公益彩券發行權，可繼續經營至2033年12月31日。

## 特色分行
- 北新店分行：中國信託在臺灣首創的咖啡銀行，位於新北市新店區。特色在於結合銀行與星巴克咖啡，營業廳和星巴克咖啡聯合營業，也因此大廳內設有星巴克風味的沙發椅、圓形木桌、藝術作品展示，並播放爵士樂[35][36][37]。

## 圖片區

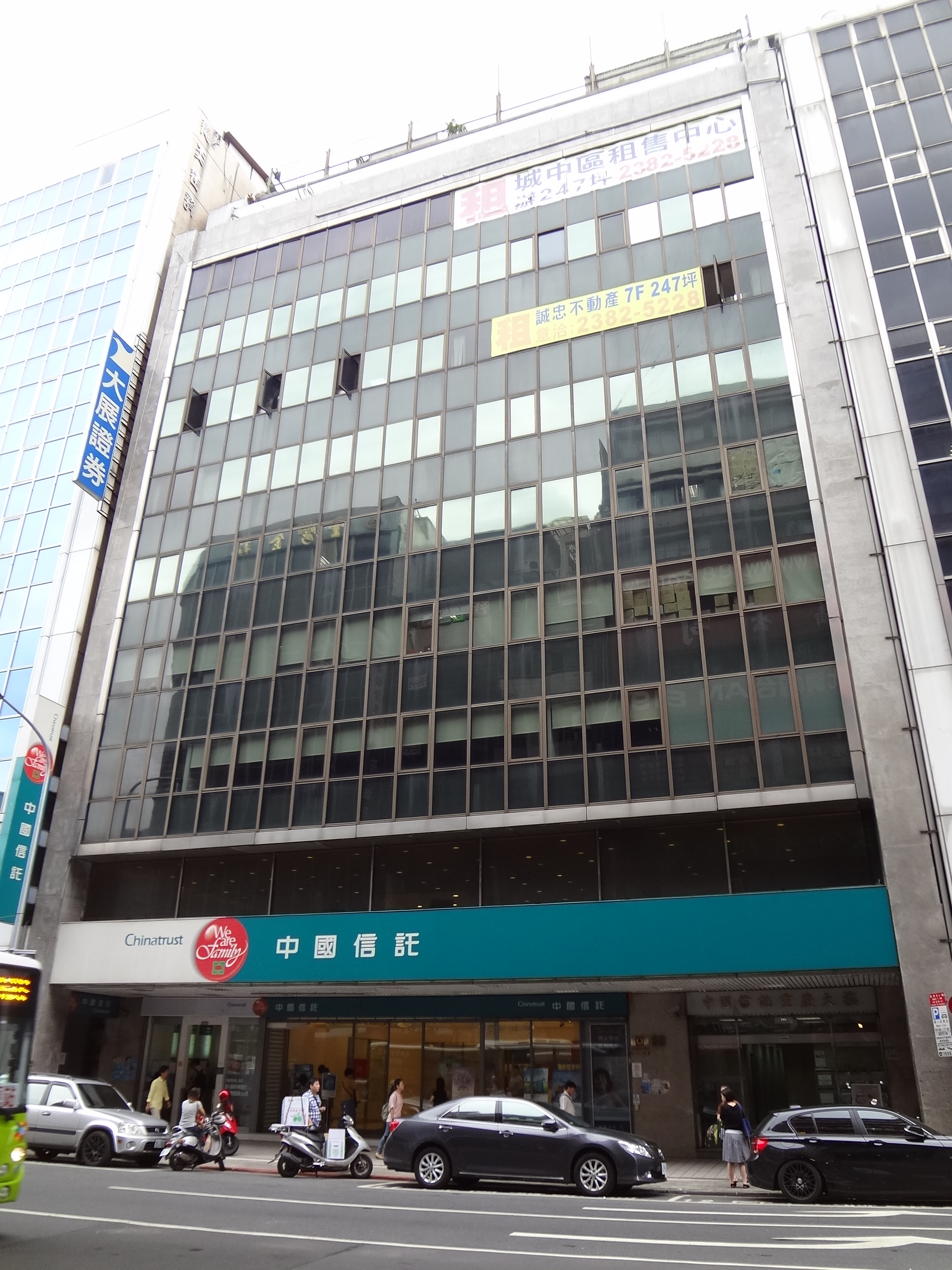
臺灣臺北市「法人信託部」
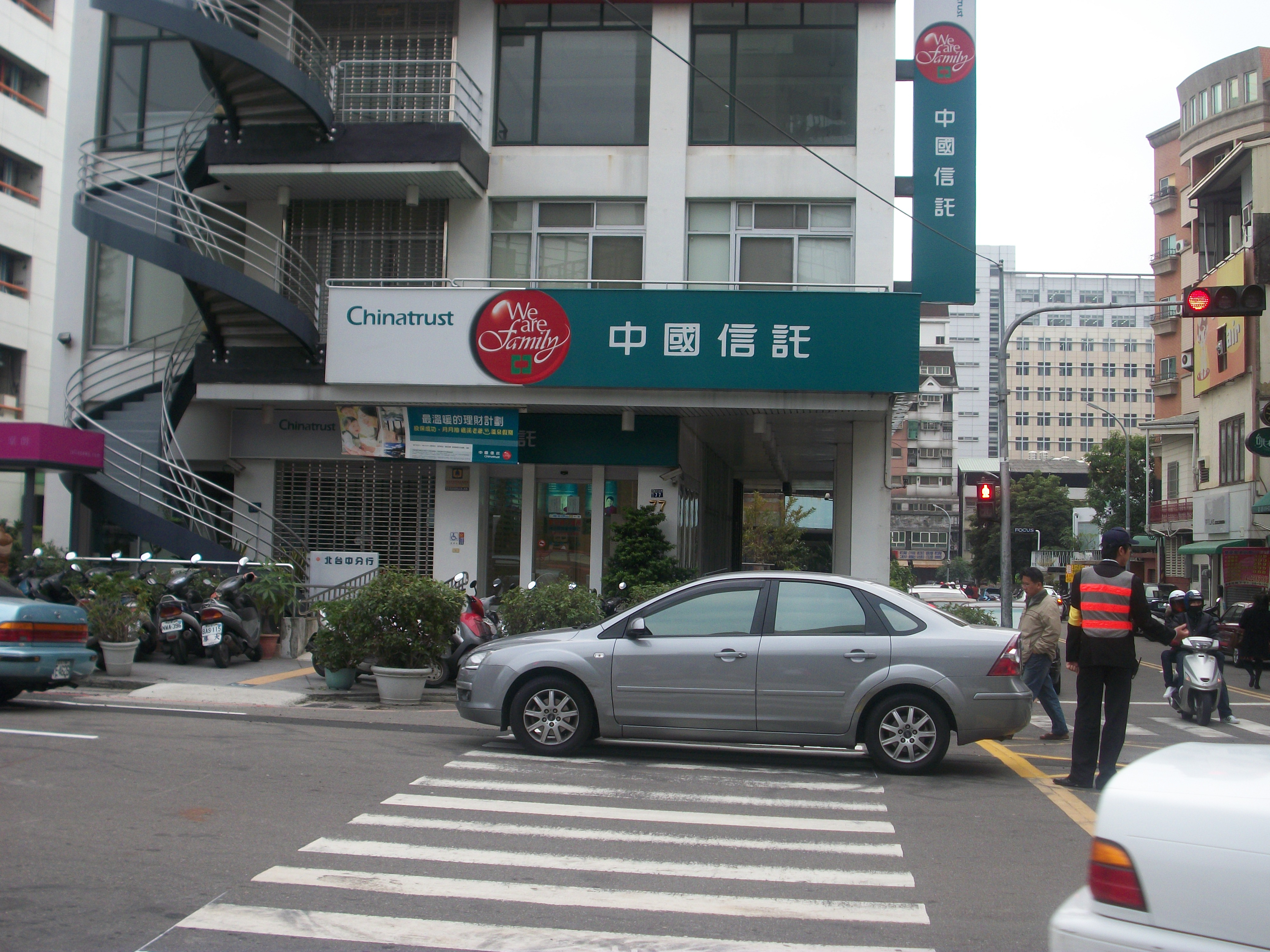
臺灣臺中市「北臺中簡易型分行」（已經結束營業）

## 外部連結
- 中國信託商業銀行 （页面存档备份，存于）（繁體中文）
- 中國信託商業銀行-信用卡常用服務 （页面存档备份，存于）
- 台灣公司資料 （页面存档备份，存于）
- 中國信託優惠情報“讚”的Facebook專頁
- 中信卡優惠的Facebook專頁
- 中國信託My Way的Instagram帳戶